# Paul Gayrard
Joseph Raymond Gayrard, dit Paul Gayrard, né le 3 septembre 1807 à Clermont-Ferrand (Puy-de-Dôme) et mort le 22 juillet 1855 à Enghien-les-Bains (Val-d'Oise), est un sculpteur et médailleur français.

## Biographie

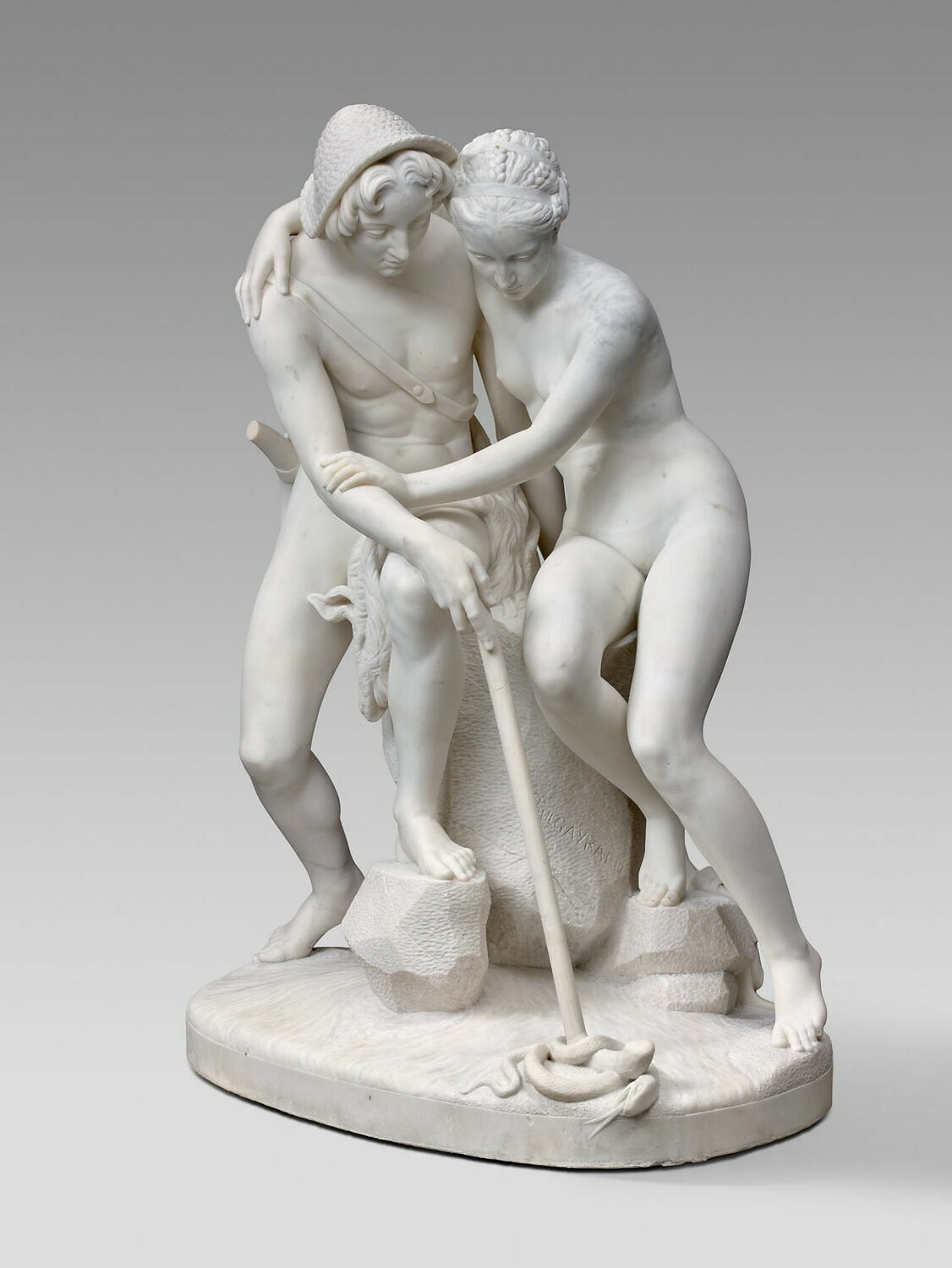
Daphnis et Chloé, Paris, musée du Louvre.

Paul Gayrard étudie à un âge précoce avec son père Raymond Gayrard, sculpteur et médailleur, (Rodez, 25 octobre 1777-1858). Il est l'élève de François Rude et David d'Angers.
Paul Gayrard débute au Salon de 1827 et poursuit ses expositions sa vie durant. En 1834, il obtient la deuxième place au concours et la médaille de première classe en 1846 et 1848. Il expose pour la dernière fois en 1855.
Apprécié de la haute société française, il exécute beaucoup de bustes de personnalités contemporaines. Il est également sculpteur animalier.

## Œuvres
Paris
- Musée de la vie romantique :
  - Pierre Baillot, 1840, portrait en médaillon du violoniste, plâtre
- Basilique Sainte-Clotide :
  - Les quatre Évangélistes
- Musée du Louvre[4] :
  - Daphnis et Chloé, 1855, marbre.

- Clermont-Ferrand, musée d'Art Roger-Quilliot : 
  - Buste de femme, marbre blanc
- Nemours, Château-Musée :
  - Louis Monrose (1811-1843), frère de Claude-Eugène Monrose, plâtre, 42 x 19 x 16 cm. 1911.9.1.

Autres créations :
- Cheval de harnais, 1846, plâtre[5].
- Limier étendu, Salon en 1846, plâtre. Bronze au Salon de 1847.
- La Course d'obstacles de singes, groupe animalier.
- Buste de Fanny Cerrito, marbre blanc[6].